# Egipt na Letnich Igrzyskach Olimpijskich 2008
Egipt na Letnich Igrzyskach Olimpijskich 2008 reprezentowało 103 sportowców w 17 dyscyplinach.
Był to 20. start reprezentacji Egiptu na letnich igrzyskach olimpijskich.

## Zdobyte medale
| Medal | Zawodnik          | Dyscyplina sportowa  | Konkurencja       |
| ----- | ----------------- | -------------------- | ----------------- |
| Brąz  | Hiszam Misbah     | Judo                 | do 90 kg mężczyzn |
| Brąz  | Abeer Abdelrahman | Podnoszenie ciężarów | do 69 kg kobiet   |